# Station 's-Hertogenbosch
Station 's-Hertogenbosch is het drukste spoorwegstation van 's-Hertogenbosch en een knooppunt van spoorlijnen in vier richtingen.
Per dag maken ruim 56.000 reizigers gebruik van dit station, daarmee is station 's-Hertogenbosch het op zeven na drukste station van Nederland. 
In de loop der jaren is het station meermaals vrijwel volledig vervangen, mede als gevolg van de verwoestingen in de Tweede Wereldoorlog.

## Het eerste station
Het eerste station in 's-Hertogenbosch werd geopend op 1 november 1868 aan de spoorlijn Utrecht - Boxtel. Omdat 's-Hertogenbosch nog de vestingstatus had, moest men vrij zicht kunnen hebben op de polder ten westen van de stad en mochten er buiten de vestingwerken geen blijvende, stenen bouwwerken staan. Het station was daarom opgetrokken in houten vakwerkbouw, zodat men het snel af kon breken wanneer er gevaar dreigde.
Het station lag in de wijk 't Zand, tegenover de oude Sint-Leonarduskerk. Dit houten station stond aan het Meijerijplein. De ingang van dat station was ter hoogte van de huidige Boschveldweg en Kempenlandstraat. In het huidige 's-Hertogenbosch is dit ongeveer ter hoogte waar tot 2006 het CWI zat, ongeveer tegenover het oude kantoor van het Brabants Dagblad aan het Koningin Emmaplein. In 1896 kreeg dit houten station de functie van tramstation. Het stationsgebouw is uiteindelijk rond 1915 afgebroken.

## Het tweede station

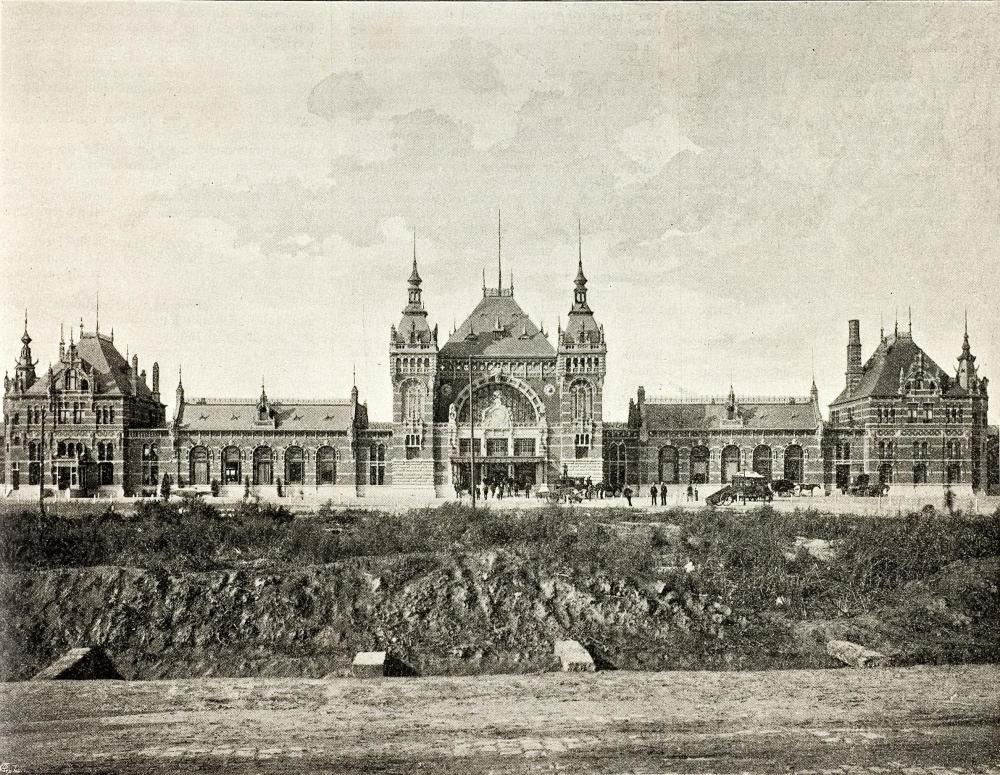
Het tweede station (1896 - 1944)

In 1896 werd het houten gebouw vervangen door een monumentaal bakstenen station naar een ontwerp van Eduard Cuypers. Dit station werd een paar honderd meter zuidelijker gebouwd, en de sporen werden wat westelijker gelegd. Het station werd verplaatst om vanuit de stad en de wijk een mooier aanzicht te krijgen. Men kon dan vanuit de stad rechtuit het station inlopen. Het gebouw was 140 meter lang en was gebouwd in de neorenaissancistische stijl. Boven in het station waren woningen voor machinisten, restauratiehouders en de stationschef.
Op 16 september 1944, tijdens Operatie Market Garden, werd het station in brand geschoten door jachtbommenwerpers en raakte zwaar beschadigd. Ook werd op het NS-terrein een opzichterhuisje beschoten. Daarbij vielen voor zover bekend geen slachtoffers, hoewel de bewoners thuis waren. De gevechten voor de bevrijding van de stad 's-Hertogenbosch duurden uiteindelijk tot oktober 1944.
Over de verwoesting van het station is later een bekend geworden spotdicht gemaakt.

## Het derde station

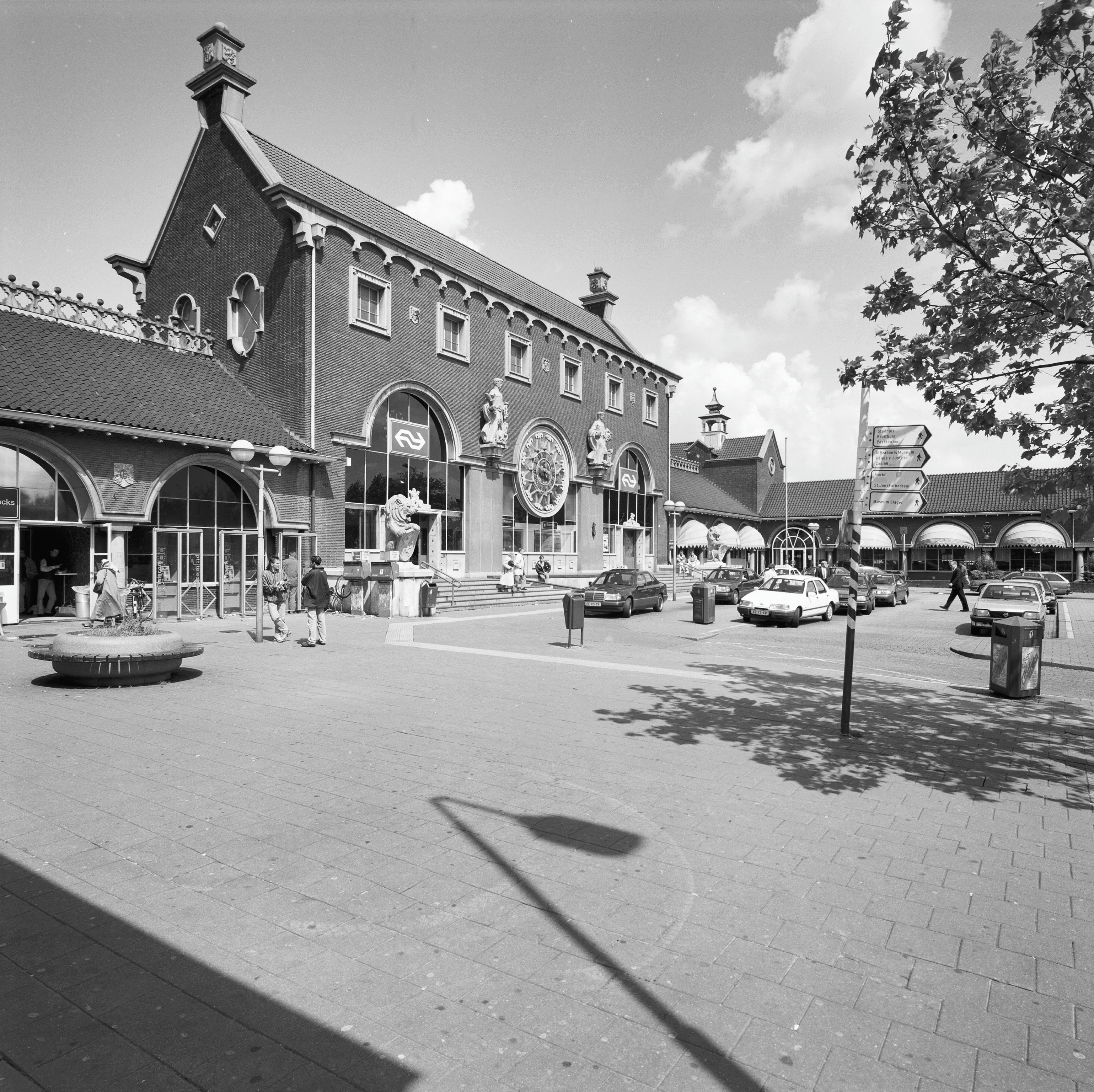
Het derde station (1951 - 1998)

Het stadsbestuur besloot uiteindelijk om het beschadigde station niet meer te herbouwen, hoewel veel inwoners van Den Bosch dit wel wilden. Het uitgebrande station werd – mede op aandringen van NS – in 1951 vervangen door een bescheidener, modern gebouw.
Het nieuwe station was een ontwerp van architect Sybold van Ravesteyn. De oorspronkelijke perronoverkapping is tot op heden behouden. Een paar oude karakteristieke kunstwerken van het tweede station werden ook bewaard, maar lang niet alles.

## Het vierde station

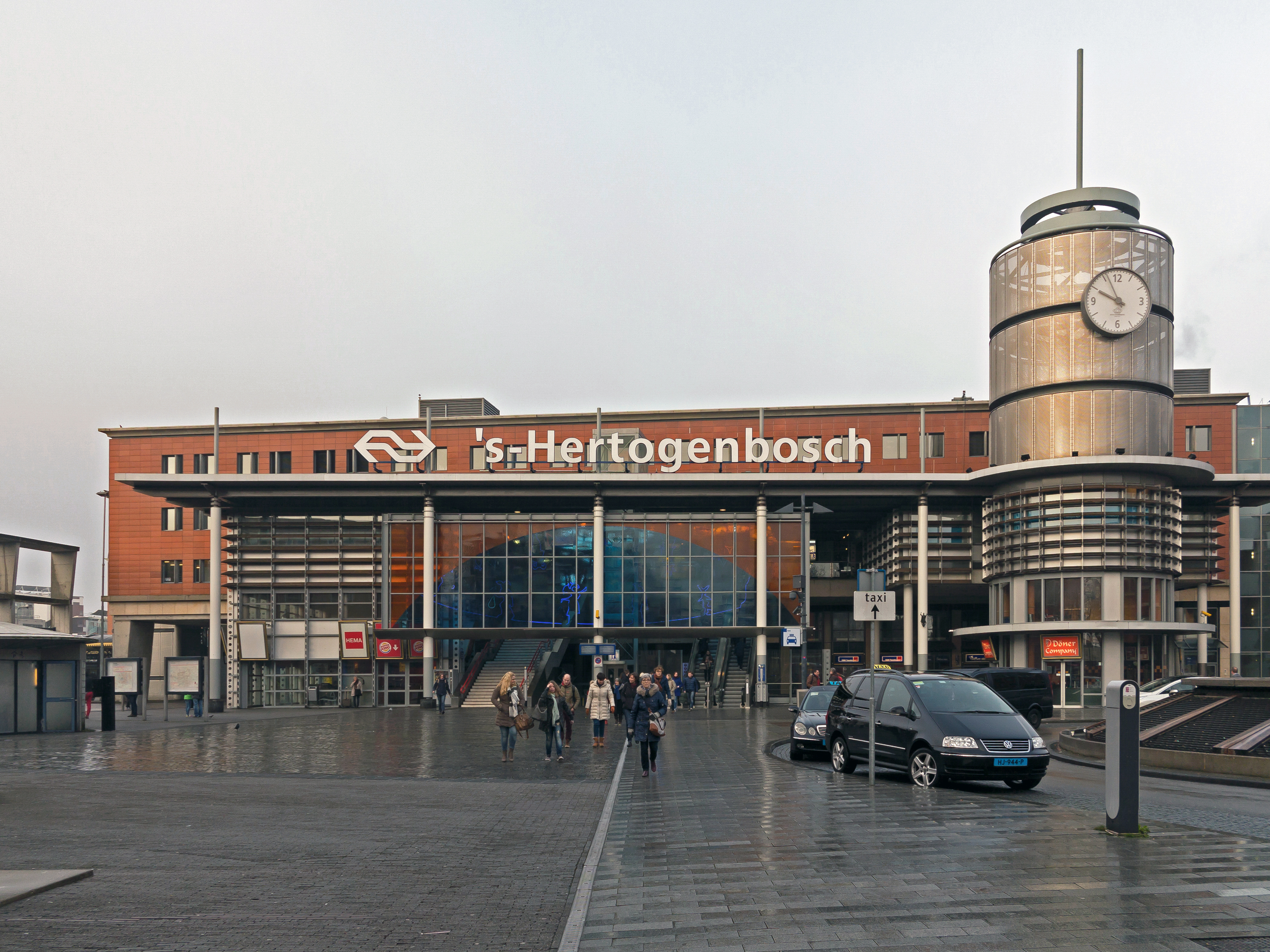
Het vierde station (sinds 1998)

In 1998 is het derde station op zijn beurt vervangen door een moderner passage-station. De overkapping werd daarbij uitgebreid naar het tweede eilandperron. Het lag in de planning om ook de oude stationsoverkapping, die dateerde van 1896, in haar geheel te vervangen. Na protest van een lokale actiegroep vanwege monumentale waarde werd hiervan afgezien. Met deze aanpassingen verdween de bijzondere hellingbaan naar het perron naar de sporen 3 en 4. 
Dit vierde station is een ontwerp van architect Rob Steenhuis. Het vernieuwde station werd op 14 mei 1998 officieel geopend.
Het station bestaat voornamelijk uit de passage 'Passerelle' boven de perrons, die de feitelijke stationshal en de toegang tot de perrons vormt. Dit is een belangrijke looproute tussen het centrum en het Paleiskwartier. De windgevoeligheid van het station leidde tot klachten van gebruikers. De NS heeft deze kritiek in de wind geslagen.
Bij de afbraak van het oude station zijn twee karakteristieke torentjes behouden gebleven en aan de Efteling gedoneerd, die daar geen goede bestemming voor had. In 2002 zijn ze doorgegeven aan Het Land van Ooit. De stationsklok, die aan de gevel bevestigd was, hangt aan het winkelcentrum Noordkade in Veghel.
Een replica van de klok is in de Torenstraat in 's-Hertogenbosch te vinden.
Op de voorgevel van het station pronkt als kunstwerk een lichtanimatie, die in 1998 is geplaatst door Titia Ex. De lichtanimatie bestaat uit muzikanten die in de oranje-blauwe glaswand te zien zijn.

## Verbindingen

### Treinen
| Serie            | Treinsoort          | Route | Bijzonderheden |
| ---------------- | ------------------- | --- | --- |
| 2700             | Intercity (NS)      | Maastricht – Sittard – Roermond – Weert – Eindhoven Centraal – 's-Hertogenbosch – Utrecht Centraal – Amsterdam Centraal – Alkmaar – (Den Helder)                                                           | Rijdt van maandag t/m donderdag tot 20:00 uur tussen Alkmaar en Maastricht. Rijdt op vrijdag en in het weekend enkel tussen Alkmaar en Amsterdam Centraal. Tijdens de spits rijden 2 ritten in spitsrichting door van/naar Den Helder. Rijdt niet 's avonds na 20:00. Wordt na 20:00 uur, op vrijdag en in het weekend tussen Amsterdam Centraal en Maastricht vervangen door intercity 2900. |
| 2900             | Intercity (NS)      | Enkhuizen – Hoorn – Amsterdam Centraal – Utrecht Centraal – 's-Hertogenbosch – Eindhoven Centraal – Weert – Roermond – Sittard – Maastricht                                                                | Rijdt van maandag t/m donderdag in de vroege ochtend en in de avonduren en rijdt van vrijdag t/m zondag de hele dag en vervangt dan Intercity 3900 tussen Enkhuizen en Amsterdam Centraal en intercity 2700 tussen Amsterdam Centraal en Maastricht. |
| 3500             | Intercity (NS)      | Dordrecht – Rotterdam Centraal – Schiedam Centrum – Delft – Den Haag HS – Leiden Centraal – Schiphol Airport – Amsterdam Zuid – Utrecht Centraal – 's-Hertogenbosch – Eindhoven Centraal – Helmond – Venlo | Rijdt na circa 22:30, op zaterdagochtend tot circa 9:00 en op zondagochtend tot circa 10:00 niet tussen Dordrecht en Utrecht Centraal v.v. |
| 3600             | Intercity (NS)      | Roosendaal – Breda – Tilburg – 's-Hertogenbosch – Nijmegen – Arnhem Centraal – Dieren – Zutphen – Deventer – Zwolle                                                                                        | |
| 3900             | Intercity (NS)      | Enkhuizen – Hoorn – Amsterdam Centraal – Utrecht Centraal – 's-Hertogenbosch – Eindhoven Centraal – Weert – Roermond – Sittard – Heerlen                                                                   | Stopt niet in Zaandam. Rijdt in de avonduren en van vrijdag t/m zondag de hele dag enkel tussen Eindhoven Centraal en Heerlen. Wordt in de avonduren en van vrijdag t/m zondag de hele dag vervangen door intercity 2900. Rijdt van maandag t/m donderdag in de avonduren enkel tussen Sittard en Heerlen en rijdt dan 1x/uur.                                                                |
| 4400             | Sprinter (NS)       | Oss – 's-Hertogenbosch – Eindhoven Centraal – Helmond – Deurne | Rijdt in de ochtendspits van maandag t/m donderdag twee ritten van/naar Oss, waarbij richting Oss non-stop wordt gereden tussen 's-Hertogenbosch en Oss. |
| 6000             | Sprinter (NS)       | Den Haag Centraal – Gouda – Utrecht Centraal – Geldermalsen – 's-Hertogenbosch | Rijdt alleen na 18:00 uur en van vrijdag t/m zondag. |
| 6600             | Sprinter (NS)       | Dordrecht – Breda – Tilburg – 's-Hertogenbosch – Nijmegen – Arnhem Centraal | Rijdt alleen doordeweeks tot 19:00 uur tussen Nijmegen en Arnhem Centraal v.v. |
| 8800             | Sprinter (NS)       | Leiden Centraal – Alphen a/d Rijn – Woerden – Utrecht Centraal – Geldermalsen – 's-Hertogenbosch | Rijdt alleen van maandag t/m donderdag tot 18:00 uur. Stopt niet in Vleuten en Utrecht Terwijde. |
| 21420            | Intercity (NS)      | Tilburg – 's-Hertogenbosch | Nachtnet. Rijdt alleen in de nachten van vrijdag op zaterdag en zaterdag op zondag. |
| Nachttrein 32710 | Nachttrein (Arriva) | Maastricht – Eindhoven Centraal – 's-Hertogenbosch – Utrecht Centraal – Amsterdam Centraal – Schiphol Airport                                                                                              | Rijdt alleen in de nacht van vrijdag op zaterdag. |

## Project 'Sporen in Den Bosch'
Om een verhoogde Intercity-frequentie tussen Utrecht, 's-Hertogenbosch en Eindhoven mogelijk te maken, werd het station en emplacement tussen 2011 en 2014 verbouwd.
Het meest westelijk gelegen perron is verlengd in noordelijke richting. Ook de perronkappen zijn verlengd zodat ze in lengte overeenkomen met de kappen van de overige perrons. Aan beide zijden van dit perron zijn wissels aangelegd, waardoor twee treinen tegelijkertijd achter elkaar kunnen halteren zoals ook mogelijk is bij het tweede perron. Het nieuwe perrondeel is bereikbaar via roltrappen vanaf de bestaande passerelle.
Ten noorden van het station is het aantal sporen verdubbeld van twee naar vier. Tevens is een fly-over aangelegd, waardoor treinen uit Nijmegen over de sporen van en naar Utrecht worden geleid. De fly-over ging in dienst in april 2013. Hierdoor kunnen treinen gelijktijdig en sneller arriveren en vertrekken.
Om het aantal wisselstoringen te reduceren is het aantal wissels en kruisingen sterk gereduceerd. Dit is ten koste gegaan van de uitwijkflexibiliteit naar andere perronsporen bij verstoringen. Zo is het in de nieuwe situatie onmogelijk om spoor 1 te bereiken vanuit Utrecht en spoor 7 te bereiken vanuit Eindhoven. In het verleden werden die mogelijkheden benut om verstoringen op te vangen. Ook is het onmogelijk geworden vanuit de meest westelijke sporen het opstelterrein te bereiken, waardoor meer rangeerbewegingen nodig zijn. Ook vinden dagelijks leeg-materieel ritten plaats via Oss en Tilburg, om materieel op de juiste plek op het emplacement te krijgen.
In 2014 zijn de werkzaamheden afgerond.

## Toekomst: project 'Bosch Centraal'
Het huidige, vierde station uit 1998 is niet berekend op de verdere toename in het aantal reizigers. Dit uit zich in drukte rond de (rol)trappen en op de perrons.  In de periode tot 2030 worden een aantal aanpassingen gemaakt om de transfercapaciteit te vergroten. Dit houdt onder andere in: het aanleggen van een vierde perron (spoor 8), het vergroten of vervangen van de passerelle over de sporen, het verbeteren van wachtvoorzieningen, vergroten capaciteit busstation en vergroten van de capaciteit van de fietsenstallingen.

## Overige faciliteiten
Er zijn uitgebreide voorzieningen voor voor- en natransport aanwezig:
- Er is een bewaakte fietsenstalling
- Er zijn meerdere onbewaakte fietsenstallingen
- Er is een busstation met negen perrons voor zowel stads- als streeklijnen
- Er is een taxistandplaats
- Er zijn twee betaalde parkeerterreinen voor auto's

Vanaf 1972 was station 's-Hertogenbosch het enige vertrekpunt van de autoslaaptreinen. Tot 2002 werden de ritten tot de grens verzorgd door de Nederlandse Spoorwegen. Sinds 2002 was Euro-Express Treincharter (EETC) de exploitant.
De EETC reed vanuit Nederland (station 's-Hertogenbosch) tot en met 2014 in de zomer de AutoSlaapTrein naar Italië (Alessandria en Livorno) en naar Slovenië (Koper). De treinen reden van het eerste weekend van juni t/m het eerste weekend van september (de trein naar Livorno alleen in juli en augustus). De heenreis vanuit Nederland was op vrijdagavond, de terugreis op zaterdagavond. In april 2015 maakte EETC bekend als gevolg van gestegen kosten en toenemende verliezen in 2015 geen autoslaaptreinen meer te laten rijden. De Treinreiswinkel maakte bekend in juli en augustus 2015 een vervangende beperkte dienst te organiseren vanaf Düsseldorf naar Verona. In 2016 en 2017 heeft deze trein ook gereden. In 2018 rijdt deze trein niet meer.
Op 7 juni 2016 werden de laatste vierassige dubbeldekwagons voor autovervoer opgehaald.
In 2014 werden de perrons voor bussen vernieuwd. Hierbij zijn de oude perrons, gemaakt van klinkers, vervangen door een serie betonnen platen met bestrating voor blinden. De nieuwe perrons zijn verhoogd, zodat passagiers op hetzelfde niveau staan als de vloer van de bussen, en rolstoelen direct in en uit kunnen rijden. Verder zijn de oude glazen platen op het perron, die fungeerden als bushokjes, verwijderd, net als de lijsten waarop de dienstregeling nog op papier te lezen was, om zo meer ruimte te maken op de perrons. Vóór de perrons, op het stationsplein, is een machine geplaatst die de bustijden hardop opleest, bedoeld voor visueel beperkte reizigers.

## Ontwikkeling aantal reizigers
Het aantal door NS vervoerde reizigers (per gemiddelde werkdag) ontwikkelde zich sedert 2019 als volgt:
| Jaar | Aantal reizigers |
| ---- | ---------------- |
| 2019 | 69.936           |
| 2020 | 29.381           |
| 2021 | 31.996           |
| 2022 | 48.895           |
| 2023 | 56.146           |
| 2024 | 56.752           |

## Afbeeldingen

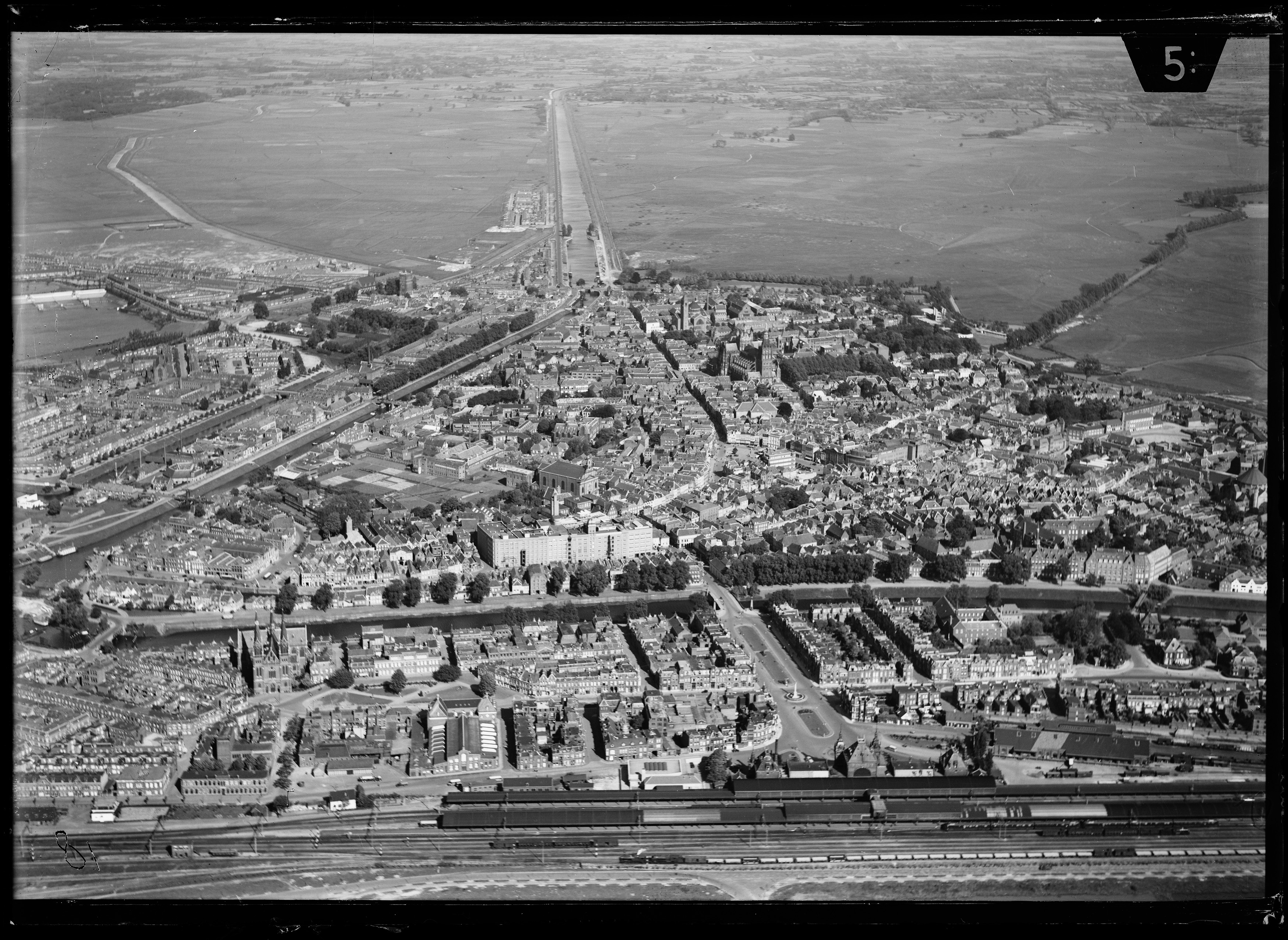
Luchtfoto van 's-Hertogenbosch met het tweede station op de voorgrond (1920-1940)
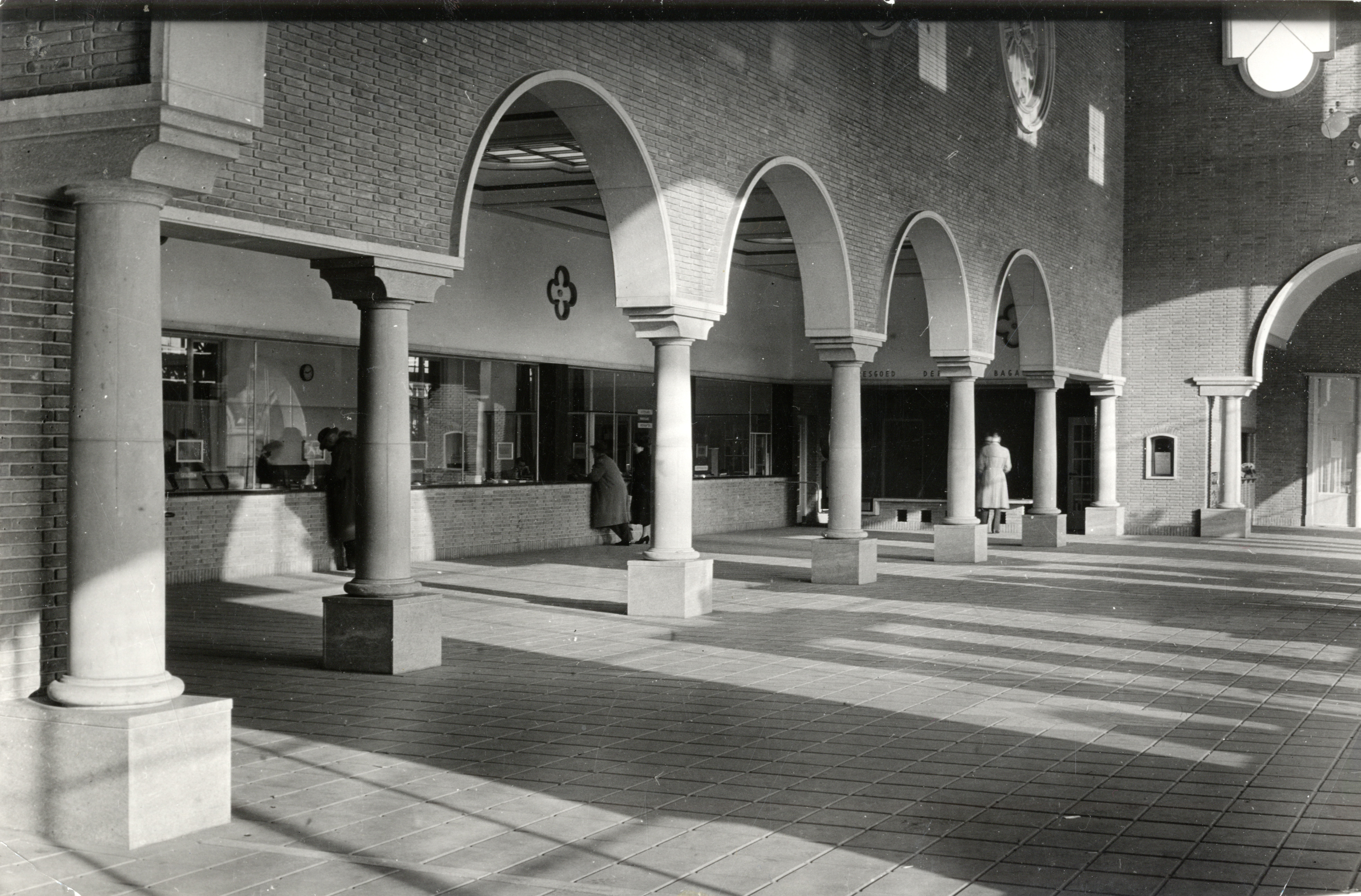
Interieur derde station
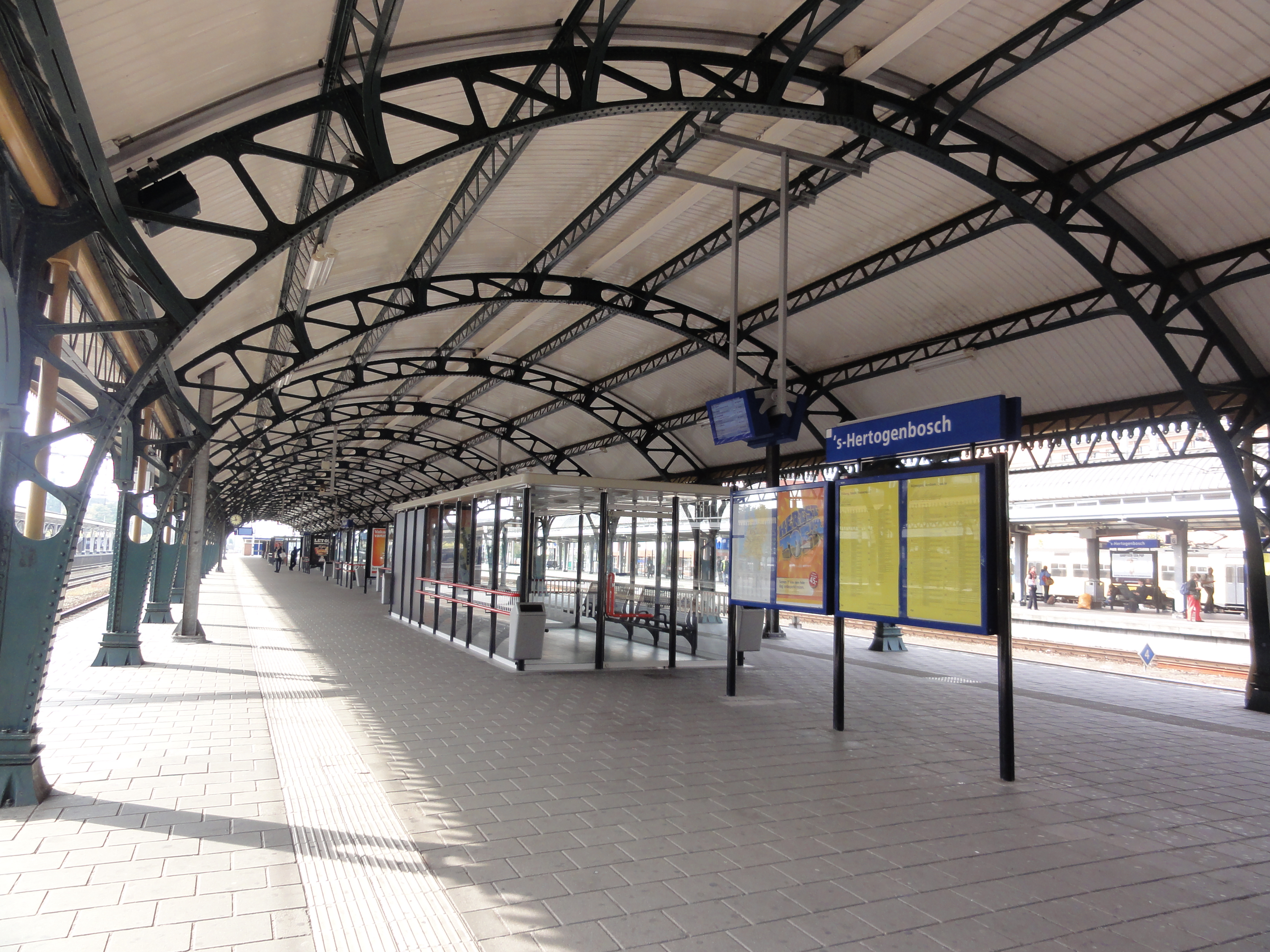
Onder de perronkap; 2010
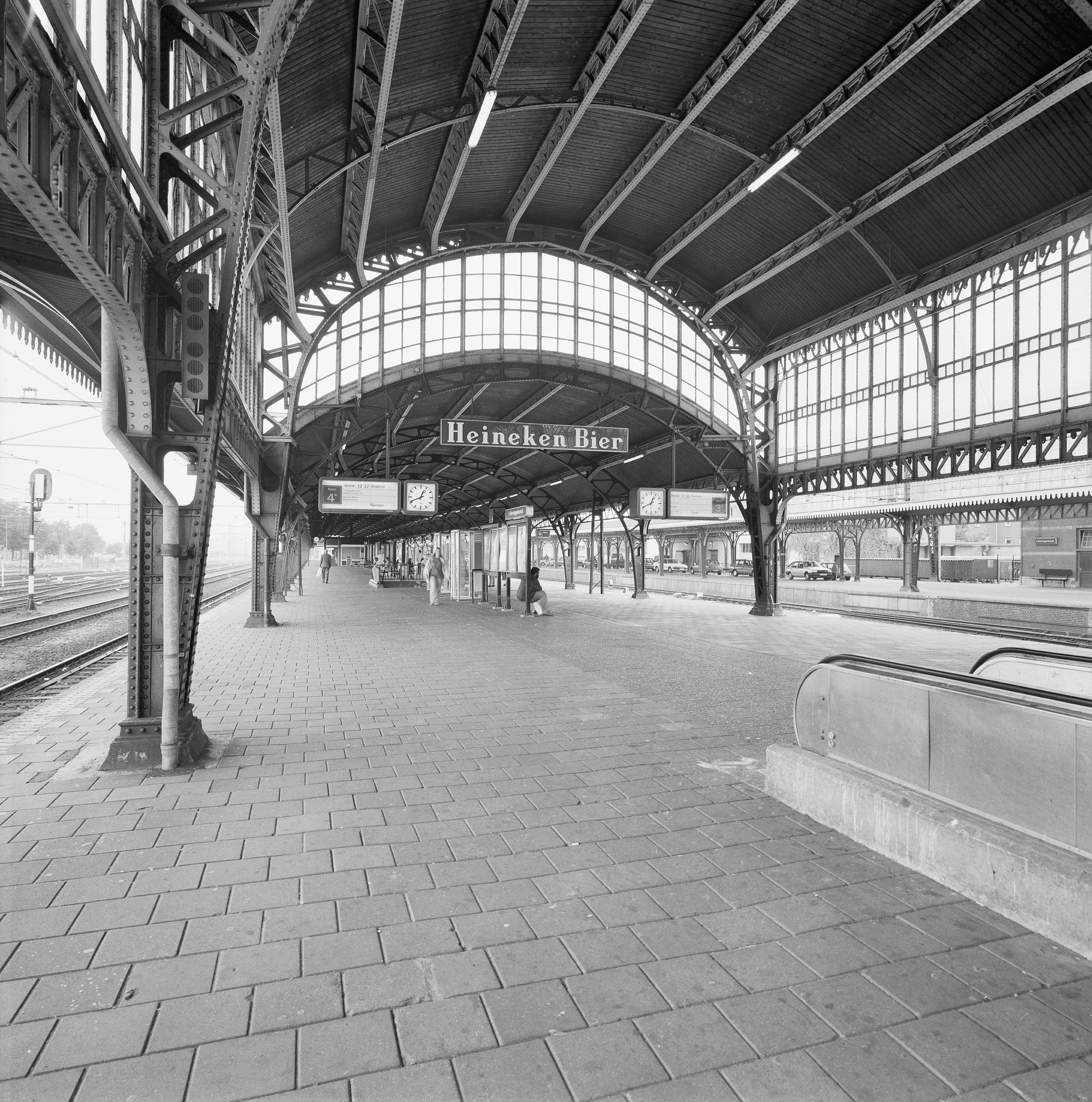
Behouden perronkap uit 1896 (foto 1993)
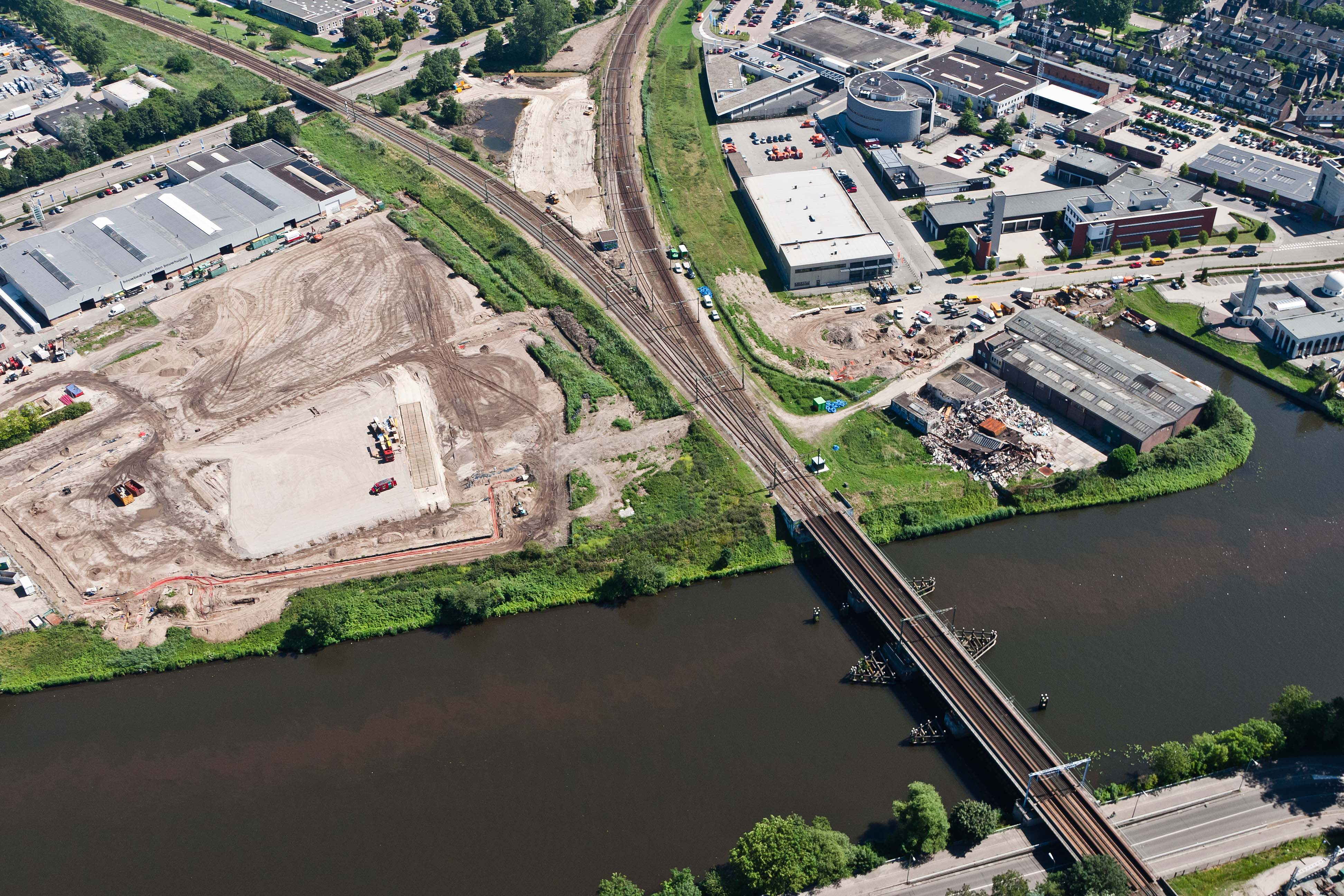
De gelijkvloerse aansluiting en tweesporige Diezebrug ten noorden van station 's-Hertogenbosch, situatie voor 2011